# Hôtel-Dieu de Sherbrooke
L'Hôtel-Dieu (Sherbrooke) est un centre hospitalier fondé en 1919 dans la ville de Sherbrooke au Québec.

## Histoire
L’hôpital privé de 12 lits est fondé en 1919 par plusieurs médecins dont Joseph-Émile Noël dans une maison résidentielle appartenant au financier Seth Nutter, propriétaire de la brasserie produisant la Silver Spring à la fin du XIXe siècle, achetée pour l'occasion. Surnommé au début l’Hôpital Noël, elle sera surnommée plus tard la Maison Blanche. Le docteur Noël demande au Filles de la charité du Sacré-Cœur de Jésus, dont le couvent est situé également sur la rue Bowen, de s'occuper des services aux malades et du fonctionnement de l’hôpital. Les religieuses prennent en charge l’hôpital en 1921. En 1923 le nom de l’hôpital devient officiellement Hôtel-Dieu de Sherbrooke. Toutefois l’hôpital reste une institution privée; les religieuses y resteront une cinquantaine d'années sans être propriétaires.

## Agrandissement en 1943
Entre 1939 et 1943, 2 nouveaux pavillons sont construits; l’Hôtel-Dieu et le Sanatorium Saint-François, conçu par Louis-Napoléon Audet. La Tuberculose fait des ravages parmi la population. La même communauté religieuse s’occupera des pavillons hospitaliers et du sanatorium avec l'aide de laïques. Elles supervisent également depuis 1943 l’école des Infirmières, à même l’Hôtel-Dieu de Sherbrooke, où elles forment leurs religieuses et des femmes laïques.

## Pavillon Émile Noël
En 1971, le pavillon Émile Noël est construit; il loge le département universitaire de psychiatrie.

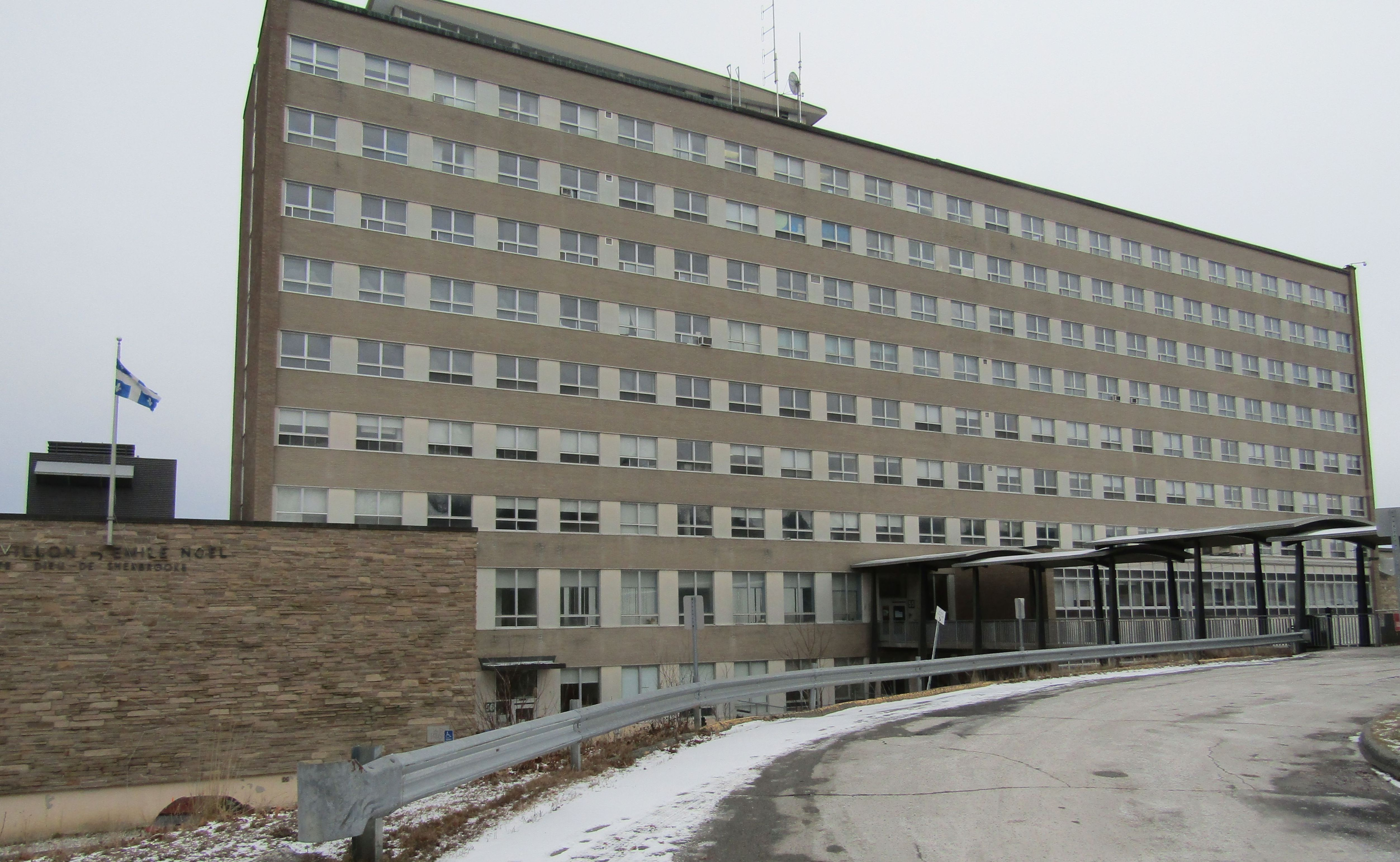
Pavillon Émile Noël